# FR-V (mikroprocesszor)

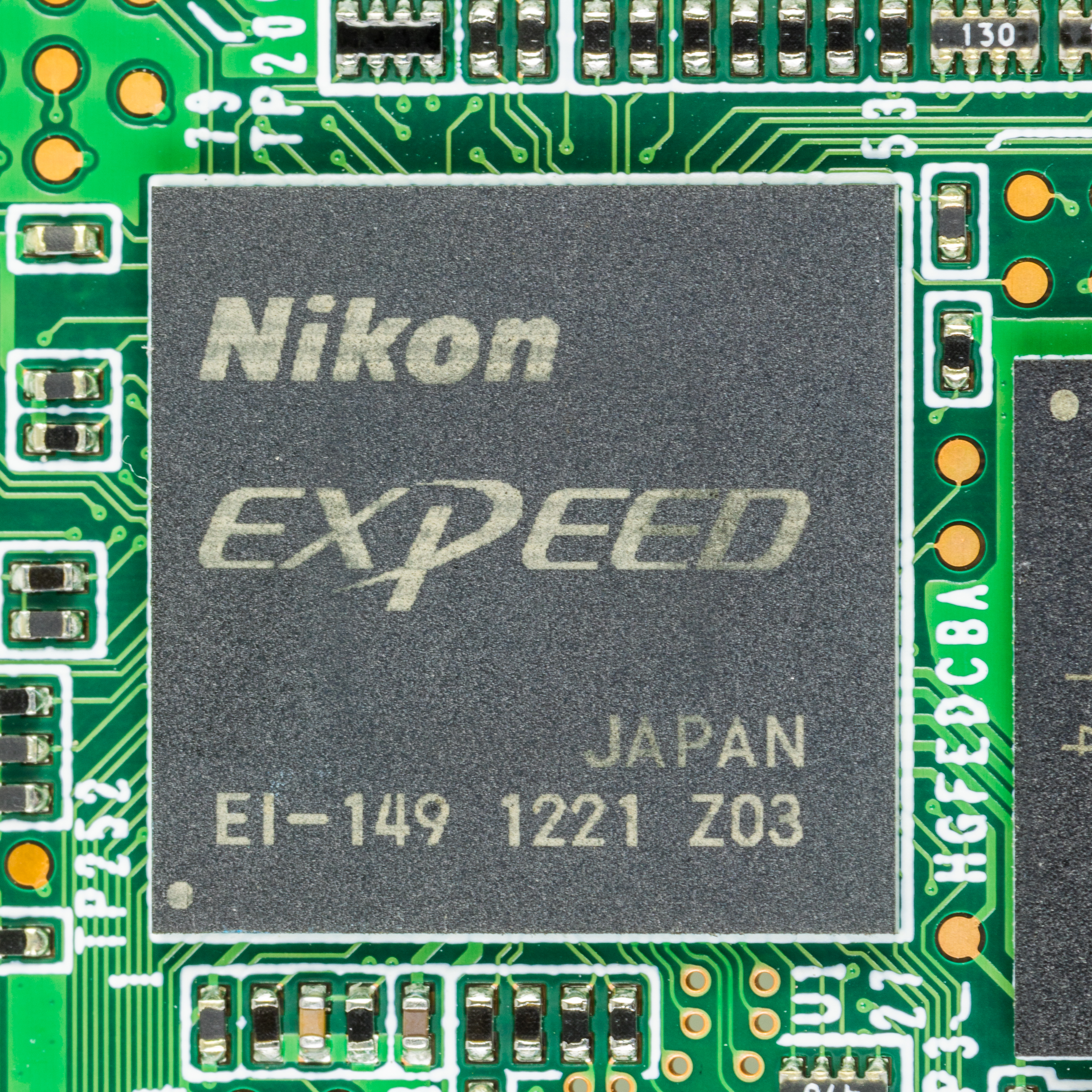
Nikon Expeed, kép- és videoprocesszort is magában foglaló, FR-V architektúrán alapuló, Fujitsu FR mikrovezérlő vezérelte csip

A Fujitsu FR-V (másként Fujitsu RISC-VLIW) egyike annak a kis számú processzornak, amely egyidejűleg képes feldolgozni a VLIW és a vektoros utasításokat, ezáltal a processzor párhuzamos számítási teljesítménye hatványozottan magasabb a konkurenseinél, miközben a teljesítmény egy wattra vetített értéke igen alacsony.
A családot 1999-ben mutatták be.
Kialakítására nagy hatással voltak a Fujitsu VP és a 2000 vektoros szuperszámítógép-vonalába tartozó VPP500/5000 modellek processzorai.
Legfőbb jellemzője a nagyon hosszú utasításszó – másként VLIW: az utasításszó itt 256 bit hosszig terjed. A processzor végrehajtása 8 utas – a 8 utas végrehajtás általában nem teljes kihasználtságú, a műveletektől függően 1-től 8 utasítás szimultán végrehajtásáig változhat.
Mindezen felül a processzor a Flynn-féle osztályozás szerint a MIMD osztályba tartozik, tehát egyszerre több utasítást képes végrehajtani a bemeneti adatok halmazán.
A processzor emellett egy 4 utas SIMD (single instruction, multiple data) vektoros feldolgozóegységet (magot) is használ.
Ezeket a technikákat a Fujitsu szuperszámítógépes rendszereiből vették át és ötvözték ebbe a fogyasztói elektronikai területen alkalmazott processzortípusba.
A szuperskalár processzormag alapvetően 32 bites RISC utasításkészlettel rendelkezik, amelyet a legtöbb változatában egy kettős 16 bites, szintén VLIW és vektoros architektúrájú integrált médiaprocesszor egészít ki.
A processzormagok szuperfutószalagosak, valamint 4 egységes szuperskalár felépítésűek – a szuperfutószalag-jellemző nem a futószalag hosszában jelentkezik, hanem abban, hogy a végrehajtási fázisban egyszerre 4 utasítás végrehajtását kezdheti meg a processzor.
A processzorokat tipikusan egylapkás rendszerbe integrálják, ami tovább fokozza a sebességet, mivel ekkor a processzormagok a csipen belüli gyors adatutakat használják. A nagyon alacsony energiaigény miatt ez a megoldás még az elemről működő alkalmazások számára is megfelel.

## Változatok
A család az FR-500-as típussal indult. Tartalmazza az FR-300, FR-400, FR-450, FR-550 és FR1000 architektúrájú 32 bites processzorokat. Ezek képesek a Linux, RTLinux, VxWorks, eCos (beágyazott valós idejű operációs rendszer), ITRON operációs rendszerek, valamint a cryptlib (nyílt forrású platformfüggetlen szoftveres biztonsági eszközkészlet-könyvtár) futtatására. A Softune integrált fejlesztői környezet, a nyílt forrású GNU Compiler Collection és a GNUPro fejlesztőeszközök támogatják ezeket a processzorokat. Leginkább képfeldolgozás vagy videófeldolgozás céljaira használják ezeket, és a legtöbb változat egy kettős 16 bites médiaprocesszort is tartalmaz (a médiautasítások 16 bitesek).

## Technológia
A 2005-ben bemutatott FR1000 8 utas 256 bites VLIW (MIMD) magot használ szuperfutószalagja feltöltéséhez, valamint egy 4 egységes szuperskalár architektúrát (fixpontos ALU, lebegőpontos egység és két médiaprocesszor-egység), amely nagymértékben növeli az eszköz csúcsteljesítményét minden egyes magban, amely maximálisan 28 utasítás lehet órajelciklusonként. Más VLIW-architektúrákhoz hasonlóan egy utat lefoglal a következő 256 bites utasítás betöltésének feladata, így az utasítások végrehajtására a fennmaradó 7 út használható. Az alkalmazott 4 utas SIMD vektorprocesszor mag miatt összesen 112 adatművelet adódik ciklusonként és magonként. A beépített 4 utas vektorprocesszor-egységek a 32 bites egész típusú aritmetikai-logikai egység (ALU), egy lebegőpontos egység és egy 16 bites médiaprocesszor, amely két műveletet képes feldolgozni párhuzamosan.
A beépített egész típusú és lebegőpontos egységek lehetővé teszik az FR-V számára komplex feladatok teljesen független végrehajtását, a vezérlőegység segítsége nélkül; például a Nikon EXPEED videoprocesszornak mindössze egy alacsony órajelű, elég egyszerű Fujitsu FR processzorra van szüksége a központi vezérlőegység szerepében, mivel a processzor tartalmazza az FR-V, DSP és GPU processzorokat, az adat-kommunikációs és egyéb modulokat. Néhány processzornak van integrált memóriakezelő egysége is (MMU), ami lehetővé teszi virtuális többfeladatos operációs rendszerek (úgyszintén valós idejű operációs rendszerek) futtatását, hardveres memóriavédelemmel.

## Alkalmazás
Ezeket a „videóprocesszorokat” a képfeldolgozásra specializált Milbeaut jelprocesszorok felépítésében alkalmazzák, amelyek legújabb verziói még egy kiegészítő FR-V alapú HD videó H.264 kodek-rendszert is tartalmaznak.
A Milbeaut képfeldolgozó eszközöket a Leica S2 és Leica M fényképezőgépekbe építik, valamint Nikon DSLR-ekbe (lásd Nikon EXPEED), néhány Pentax K-mount típusú kamerába, és a Sigma True-II képfeldolgozó processzorba.

## Fordítás
Ez a szócikk részben vagy egészben  a   FR-V (microprocessor) című angol Wikipédia-szócikk ezen változatának fordításán alapul.  Az eredeti cikk szerkesztőit annak laptörténete sorolja fel. Ez a jelzés csupán a megfogalmazás eredetét és a szerzői jogokat jelzi, nem szolgál a cikkben szereplő információk forrásmegjelöléseként.